# Aris Velouchiotis
Athanasios Klaras (Grieks: Αθανάσιος Κλάρας) (Lamia, 27 augustus 1905 — Mesounta, 15 juni 1945), beter bekend als Aris Velouchiotis (Grieks: Άρης Βελουχιώτης), was een Grieks journalist, politicus, lid van de Communistische Partij van Griekenland, de meest prominente leider en voornaamste aanstichter van het Griekse Volksbevrijdingsleger (ELAS) en de militaire tak van het Nationaal Bevrijdingsfront (EAM), dat van 1942 tot 1945 de belangrijkste verzetsorganisatie was in bezet Griekenland.

## Jeugd
Aris Velouchiotis werd in 1905 geboren in Lamia, Griekenland, in een gezin uit de hogere stedelijke klasse. Zijn vader heette Dimitrios Klaras, een bekende advocaat in de streek en zijn moeder heette Aglaia Zerva. Aanvankelijk studeerde Klaras journalistiek, maar later bezocht hij de Geoponische School van Larissa en studeerde daar ook af. Hij vertrok naar Athene, waar hij verschillende baantjes had, deelnam aan de linkse en antimilitaire beweging en later lid werd van de Communistische Partij van Griekenland (KKE). In de jaren 20 en 30 werd hij verschillende keren gevangen gezet voor verschillende overtredingen.
Hij werd redacteur in de communistische Rizospastis en schreef verschillende artikelen waarin hij de socialistische revolutie steunde. In 1931 leidde een artikel van Klaras tot de interventie van de autoriteiten, die de krant sloten en de redacteuren vervolgden. De krant werd opnieuw uitgegeven als Neos Rizospastis.
 
Tijdens het regime van Metaxas (1936-1941) was er een "ongekende heksenjacht" op Griekse communisten. Velouchiotis werd eind 1936 wegens zijn communistische ideeën gearresteerd en opgesloten in Egina, waar hij werd gemarteld volgens de door Konstantinos Maniadakis, de minister van Veiligheid, verfijnde ondervragingstechnieken van de politie. Hij wist te ontsnappen tijdens het transport van Egina naar Athene voor een proces in 1937, maar werd kort daarna gearresteerd en teruggestuurd naar Egina voor nog eens vier jaar. Hij bleef daar gevangen tot hij een "verklaring van afstand van de KKE en de communistische ideologie" ondertekende, een zeer vernederende daad voor een communist in die tijd. Deze verklaringen van afstand, "berouwverklaringen" genoemd, werden vervolgens verspreid onder de autoriteiten in het dorp waar de ondertekenaar woonde. Deze bekentenissen werden vaak publiekelijk gepubliceerd, met zowel de daden waarvoor de ondertekenaar had bekend, als geheel verzonnen bekentenissen, waardoor de ondertekenaars in hun eigen dorp als dilosia's (afvalligen) werden aangemerkt. Dit drukte een stempel op Velouchiotis' naam, zowel bij degenen die de dictatuur van Metaxas steunden als bij de communisten, die zijn verklaring zagen als een capitulatie.

## Tweede Wereldoorlog

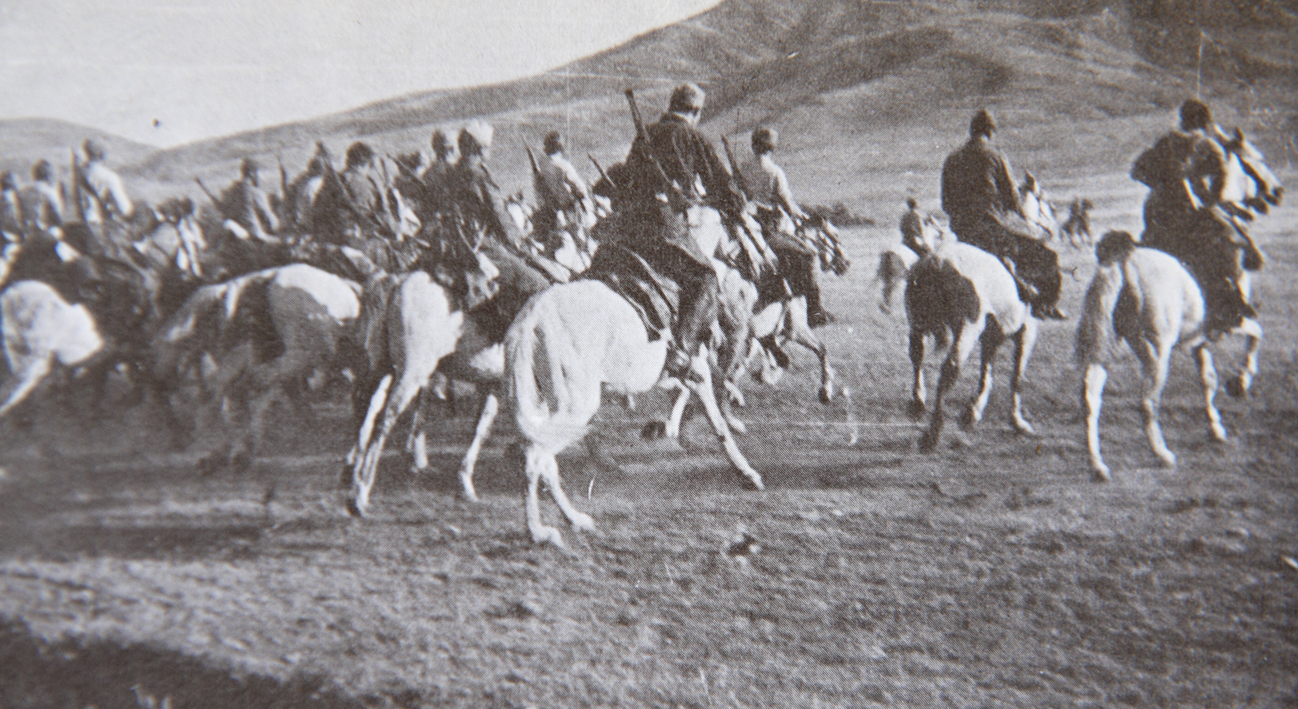
Cavalerie van het Griekse Volksbevrijdingsleger.

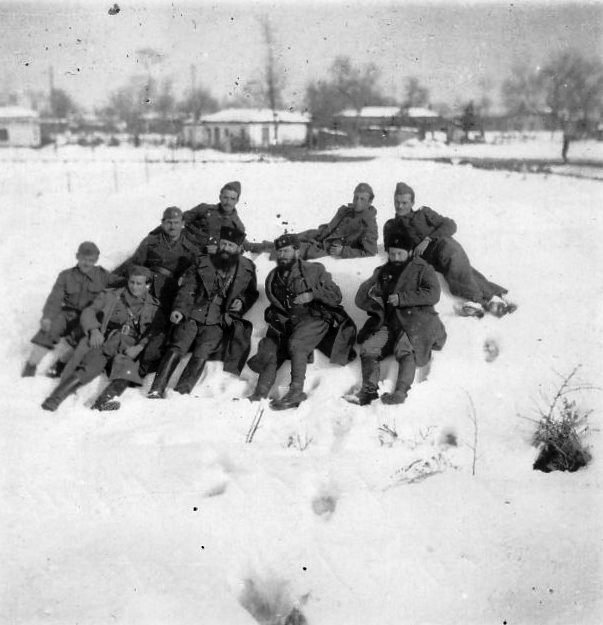
Velouchiotis links, met officieren van het Griekse Volksbevrijdingsleger.

Tijdens de Tweede Wereldoorlog vocht hij als soldaat van de Griekse artillerie aan het Albanese front tegen het Italiaanse leger, tot de Duitse invasie in april 1941 en de daaropvolgende overgave en bezetting van Griekenland.
Na de Duitse campagne in de Sovjet-Unie pleitte de Griekse Communistische Partij voor de oprichting van het Nationaal Bevrijdingsfront (EAM) en Klaras werd naar Centraal-Griekenland gestuurd om de mogelijkheden voor de ontwikkeling van een guerrillabeweging tegen de bezettingstroepen in dit gebied te beoordelen. Zijn voorstellen werden door de partij aangenomen en in januari 1942 trok Klaras naar de bergen om er guerrillagroepen op te richten.
Het eerste optreden van de door Klaras georganiseerde partizanen vond plaats op 7 juni 1942 in het dorp Domnista in Eurytanië in Centraal Griekenland. Daar presenteerde hij zich als majoor van de artillerie (om extra prestige te verwerven bij de dorpelingen) met het pseudoniem van Aris Velouchiotis (van Ares, de Griekse god van de oorlog, en Velouchi, een lokale berg) en verkondigde het bestaan van het Griekse Volksbevrijdingsleger (ELAS). Aanvankelijk verzamelde hij ook de traditionele lokale bergbandieten om een kleine groep van experts in guerrilla gevechten samen te stellen. Velouchiotis paste als leider een ijzeren discipline toe en slaagde erin een aanzienlijk aantal guerrilla's onder zijn bevel te krijgen. Beginnend met slechts 15 man bestond de macht van ELAS uiteindelijk uit wel 50.000 guerrilla's.
Eén van de belangrijkste vroege operaties van de Griekse verzetsbeweging was het opblazen van het Gorgopotamos spoorwegviaduct, ten zuiden van Lamia, op 25 november 1942 (Operatie Harling). De vernietiging van het viaduct sneed de enige spoorlijn Thessaloniki-Athene door, dus de lijn die de Balkan met Zuid-Griekenland verbond, maar verstoorde geen aanvoerlijnen - zoals het geval zou zijn geweest als het, zoals de Britten van plan waren, twee maanden eerder was gebeurd - naar de Duitse strijdkrachten van Erwin Rommel in Noord-Afrika, omdat het plaatsvond een maand na het begin van de slag bij El Alamein op 23 oktober 1942, waarin Rommel zwaar werd verslagen door de Britten.
De vernietiging van het viaduct van Gorgopotamos zou de laatste operatie zijn waarbij de door de communisten beïnvloede ELAS-organisatie vocht naast Griekse Republikeinse verzetsgroepen. Ondanks de ondertekening van een overeenkomst in juli 1943 tussen de drie belangrijkste verzetsgroepen (EAM/ELAS, EDES en EKKA) om samen te werken en zich te onderwerpen aan het geallieerde opperbevel voor het Midden-Oosten onder leiding van generaal Wilson (de "overeenkomst inzake nationale banden"), nam het wederzijdse wantrouwen tussen EAM en de andere groepen op politiek gebied toe. EAM-ELAS was nu de dominante politieke en militaire kracht in Griekenland en EDES en EKKA, samen met de Britten en de Griekse regering in ballingschap, vreesden dat na de onvermijdelijke Duitse terugtrekking, ELAS zou proberen het land te domineren en een sovjet regime te vestigen. De breuk leidde uiteindelijk tot een burgeroorlog eind 1943 en begin 1944 waarbij ELAS EDES en EOEA aanviel en EKKA's 5/42 Evzones Regiment vernietigde en haar leider Col. Dimitrios Psarros executeerde.

## Bevrijding en verdrijving uit de Communistische Partij
In oktober 1944, toen de Nazi's Griekenland evacueerden, was ELAS de dominante kracht in de meeste Griekse steden, behalve in Athene, terwijl EAM zijn eigen regering had opgericht, het Politiek Comité van Nationale Bevrijding (PEEA).
Velouchiotis trok van Centraal Griekenland naar Peloponnesië om de regio te zuiveren van de Veiligheidsbataljons en vocht verschillende veldslagen tegen hen.
De Britten, met eenheden van het Griekse leger, werden in Griekenland geland (Operatie Manna) en er werd een nieuwe regering gevormd onder Georgios Papandreou, de leider van de Griekse regering van nationale eenheid, die werd opgericht na de Verdragen van Libanon en Caserta. Velouchiotis keerde terug naar Centraal Griekenland en hield een toespraak in zijn geboortestad Lamia.
Tijdens de Dekemvriana-gebeurtenissen in Athene werd hij naar Epirus gestuurd, waar hij de troepen van de EDES van Zervas aanviel, die de regio Epirus ontruimden en naar de Ionische eilanden trokken.
Toen het Varkiza-akkoord werd ondertekend om een einde te maken aan de gevechten tussen de EAM-strijdkrachten en de regerings- en Britse strijdkrachten in Athene, ondertekende hij persoonlijk met generaal Sarafis de demobilisatie van het ELAS-leger. Nadien weigerde hij echter met klem de overeenkomst na te leven, die hij als verraad aan de guerrillastrijders beschouwde.
De leiding van de Communistische Partij, onder leiding van Nikolaos Zachariadis, beschuldigde hem vervolgens van verraad en van een "verdacht en avontuurlijk element" en wees hem af als lid van de KKE. De communistische partij heeft Velouchiotis altijd verdacht gemaakt, ook al was hij de oprichter van ELAS, vanwege zijn status als eenvoudig partijlid, zijn oude afwijzing van de partij en zijn wispelturige karakter.

## Dood
Velouchiotis verhuisde opnieuw naar de bergen van Centraal Griekenland om een opstand te beginnen (Griekse Burgeroorlog) tegen de nieuwe regering en de Britse bondgenoten die hen steunden. Hij zou de uitverkoop aan de Britten in het Varkiza-akkoord aan de kaak gesteld hebben om de wapens van het Nationaal Verzet neer te leggen; bijzonder ontroerend was de aanblik van zijn elite in massale Mavroskoufides (Zwarte Baretten) die openlijk rouwden. De KKE-leiding was hem te slim af en besloot Griekenland te verlaten; hij vroeg herhaaldelijk toestemming aan de partij om te mogen vertrekken, maar dat werd hem geweigerd.
Het was zijn bedoeling een nieuwe ELAS en een Nationaal Onafhankelijkheidsfront (MEA) op te richten. Hoewel de meeste van zijn medestanders hem in de steek lieten, zou hij tot juni 1945 guerrilla-activiteiten hebben ontplooid. Hij werd veroordeeld door het Centraal Comité van de KKE en raakte steeds meer geïsoleerd, tot hij met zijn eenheid in de berg van Agrafa in een hinderlaag liep door paramilitaire groepen die door de Atheense regering werden gecontroleerd. Aris en zijn tweede man, Giannis Aggeletos, werden geïsoleerd door de hoofdeenheid, en uiteindelijk pleegde hij samen met zijn kameraad zelfmoord, hetzij door een handgranaat, hetzij door een kogel, op dezelfde dag dat hij vernam dat hij door de communistische partij was aangeklaagd.
Geruchten willen dat hij "samen met zijn commandant Tzavellas zelfmoord heeft gepleegd toen zijn gedachten waren dat er geen betere toekomst is voor zijn revolutie."
De lijken van Velouchiotis en Tzavellas werden vervolgens onthoofd en de hoofden werden tentoongesteld (een praktijk van de vooroorlogse Griekse staat en politie voor de gewone bergbandieten), hangend aan een lantaarnpaal op het centrale plein van de stad Trikala.
Toen parlementsleden van de Britse Labourregering bezwaar maakten tegen de barbaarsheid van de operatie, kregen zij als antwoord dat het vertoon in overeenstemming was met een "oud Grieks oorlogsgebruik".
Na de rehabilitatie in Griekenland van de EAM/ELAS en vervolgens van de communistische partij zelf (na het einde van de Griekse militaire junta) zijn in zijn geboortestad borstbeelden en standbeelden van Aris Velouchiotis opgericht. Onlangs heeft de KKE zich discreet ingezet voor de rehabilitatie van Velouchiotis, nadat Nikos Zachariadis, de oorlogsleider van de KKE (die hem aan de kaak had gesteld), was uitgewezen.

## Relatie met Zervas
Toevallig waren de twee leiders van het Griekse verzet verre neven. Zervas stamde af van de beroemde Souliote-clan van Zervades, die na de vernietiging van Souli door de Ottomanen naar Etoloakarnania vluchtte, en Velouchiotis' moeder was van Souliote-afkomst, uit een familie verwant aan Zervades. Zervas had Velouchiotis echter nog nooit gezien voor hun eerste ontmoeting tijdens het verzet.

## Nalatenschap
Velouchiotis is een van de meest controversiële figuren uit de moderne Griekse geschiedenis. Zijn persoonlijkheid en actie werden tijdens zijn leven en na zijn dood gemythologiseerd. Voorstanders beschouwen hem als een symbool van het Griekse verzet tegen de bezetter, de stichter en schepper van het grootste guerrillaleger in de Griekse geschiedenis (ELAS) en een held van de communistische zaak. Critici zien hem als een pleger van wreedheden en moorden tegen plattelandsbewoners die werden gezien als tegenstanders van het communisme; een fundamentele aanstichter van de Rode Terreur. In zijn herinneringen waardeert hij zijn militaire capaciteiten. Hij was echter een man met sterke patriottische overtuigingen. Hij was vooral streng voor Grieken die samenwerking zochten met de bezetter, voor zijn kameraden die de georganiseerde discipline braken, en voor mensen die de betrokkenheid van de Britten in de Griekse politiek goedkeurden omdat hij de Britten als een bedreiging beschouwde voor de patriottische zaak van het Verzet. 